# Lucas Bolsius
L.M.M. (Lucas) Bolsius (Den Haag, 16 december 1958) is een Nederlands historicus, politicus en bestuurder. Hij is lid van het CDA. Sinds 31 augustus 2010 is hij burgemeester van Amersfoort.

## Studie
Lucas Bolsius volgde de middelbare school bij het Aloysius College in Den Haag, waar hij lid was van de leerlingenraad. Hij studeerde één jaar Bestuurskunde aan de Universiteit Twente. Daarna ging hij maatschappijgeschiedenis studeren aan de Erasmus Universiteit Rotterdam. Hij was lid van de ARJOS, en later van het CDJA.

## Loopbaan
In 1982 werd Bolsius lid van de deelgemeenteraad in Rotterdam. Bolsius was jongerenvertegenwoordiger bij de VN. Hij werd persvoorlichter van NOVIB, journalist bij Het Binnenhof en verslaggever bij Radio Rijnmond. In 1993 was hij directeur van Holland Trade Bridge in Vietnam en in 1994 was hij hulpverlener bij Memisa in Rwanda.
Van 1995 tot 1998 was Bolsius lid van Provinciale Staten van Zuid-Holland en in 1998 lid van de gemeenteraad van Rotterdam. In 2002 werd hij er wethouder van sociale zaken, wijken en buitenruimte. In 2006 werd hij opnieuw wethouder, ditmaal met haven, financiën, buitenruimte, sport en organisatie in zijn portefeuille.

## Burgemeester
Op 22 juni 2010 werd Bolsius voorgedragen als burgemeester van Amersfoort, waar hij Albertine van Vliet-Kuiper eind augustus 2010 opvolgde. Hij werd verantwoordelijk voor algemeen bestuur & juridische zaken, public affairs, veiligheid & handhaving en asielopvang. Op 30 augustus 2016 werd hij beëdigd voor een tweede ambtstermijn als burgemeester van Amersfoort. In december 2021 kwam Bolsius in opspraak toen bleek dat er na sluitingstijd een paranormaal onderzoek werd gepleegd op kindergraven op begraafplaats Rusthof. Dit tot grote woede onder nabestaanden van kinderen die er liggen begraven. Op 29 augustus 2022 werd hij beëdigd voor een derde termijn als burgemeester van Amersfoort.
Bolsius werd uit hoofde als burgemeester van Amersfoort voorzitter districtelijk veiligheidscollege Oost-Utrecht van de politie Midden-Nederland, voorzitter van de bestuurlijke regiegroep Regio Amersfoort, vicevoorzitter van het dagelijks en algemeen bestuur van de Veiligheidsregio Utrecht, voorzitter van het bestuur van Hoefhamer / Johannastichting, deken van het Capittel van St. Joris te Amersfoort, provisor van de Stichting De Gecombineerde Vicarieën, lid van de advisory board van Citymarketing Amersfoort en lid van het bestuur van WVSV (Werkgeversvereniging Samenwerkende Veiligheidsregio’s).

## Nevenfuncties
Bolsius werd voorzitter van de Stichting Waarborgfonds Sport, lid van de raad van toezicht van Stichting Nidos en lid van de adviescommissie bestedingen bij het Kansfonds. Hij werd ook medewerker bedevaarten naar Lourdes en voorzitter van het Dokter Frans Bolsius Fonds.

## Historicus
In zijn werk (als burgemeester) speelt het feit dat Bolsius een achtergrond heeft als historicus een rol. Hij zegt van zichzelf: 'Ik ben geen onderzoeker, maar vooral geboeid door historische processen en onderhandelingsvraagstukken.' Zijn afstudeerscriptie ging over het Burgerlijk Armbestuur in Den Haag en Rotterdam in de periode 1750-1800. De belangstelling voor bestuurlijke zaken en voor mensen en hun praktische problemen blijkt hier al uit. Bolsius acht het van belang dat kinderen worden opgevoed met historisch besef en op die manier worden 'aangesloten bij de geschiedenis van hun stad'.

## Persoonlijk
Bolsius werd geboren in Den Haag in een gezin met zeven kinderen. Hij is getrouwd en heeft vier kinderen. Hij is rooms-katholiek.